# رينغريكه
رينغريكه (بالنرويجية: Ringerike)‏ هي بلدية نرويجية. تقع على بعد 50 كم شمال غرب العاصمة أوسلو، في مملكة النرويج. وتبلغ مساحتها حوالي (1,555 كم²)، ويبلغ عدد سكانها نحو 29,712 نسمة. يقام سنويا في النصف الأول من شهر يونيو أكبر سباق في النرويج لركوب الدراجات، في مدينة رينغريكه. المركز الإداري للبلدية هي مدينة هونفوس.

## صور

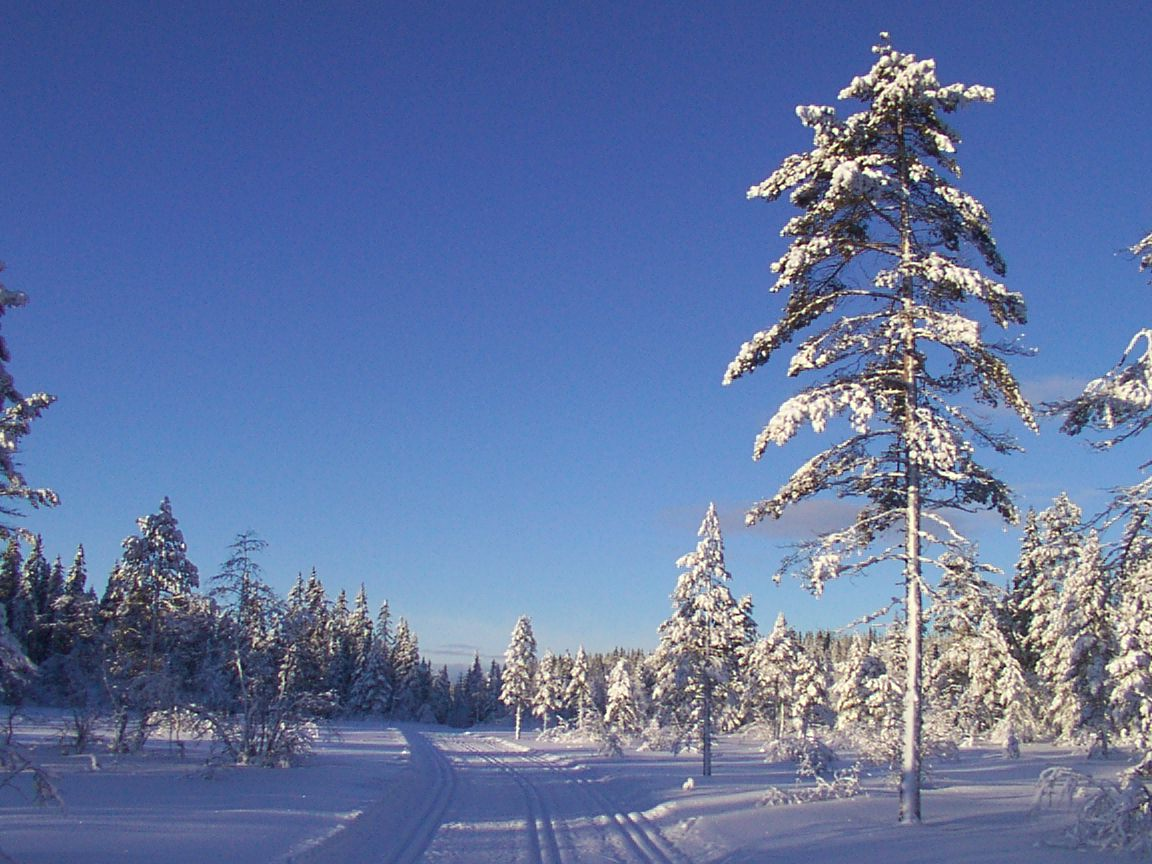
فصل الشتاء
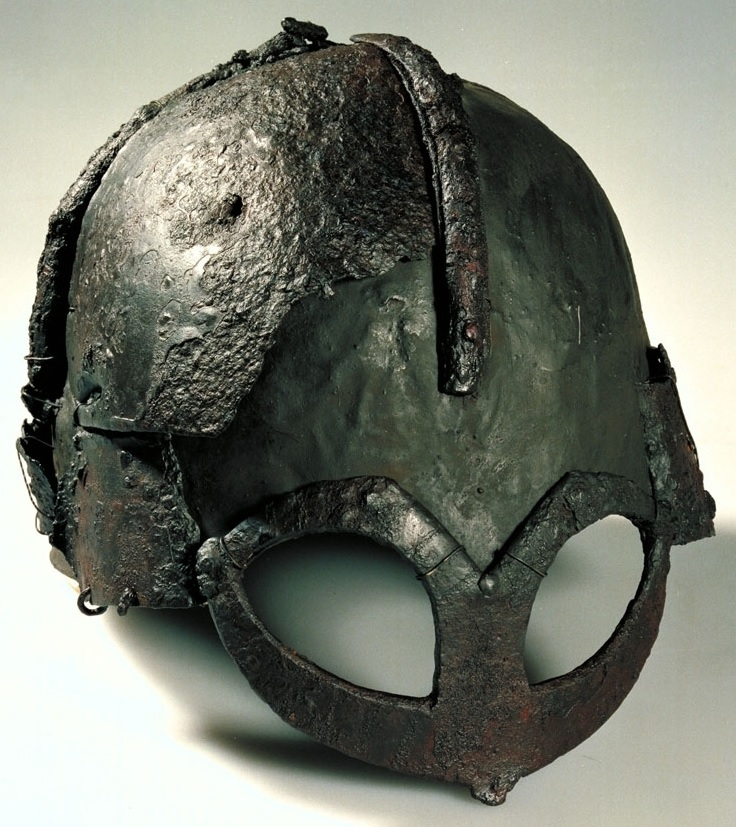
خوذة من الحديد تعود إلى عصر الفايكنج مكتشفة في رينجريكه
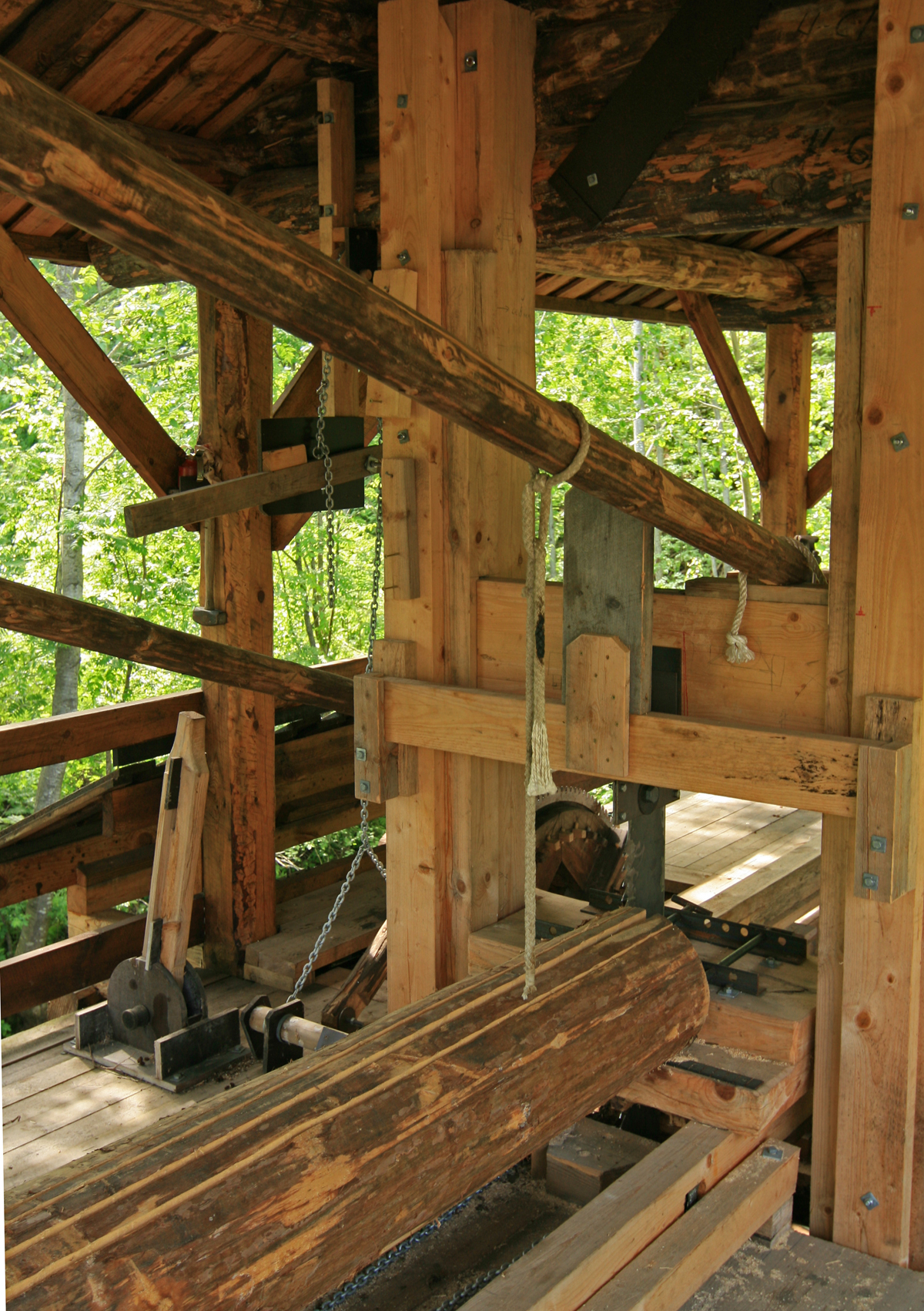
في السابق تستخدم المناشير طاقة الماء لتقطيع الأخشاب
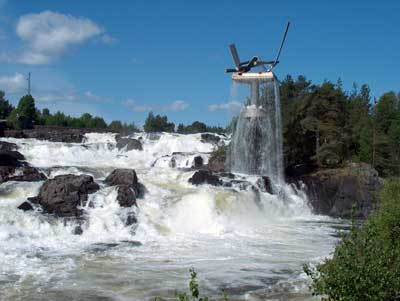

## أعلام
- أولاف الثاني
- هارلد الثالث ملك النرويج

## روابط خارجية
- الموقع الرسمي (باللغة النرويجية)
- الموسوعة النرويجية الكبرى (باللغة النرويجية)
- السياحة في رينغريكه (لغات متعددة)